# Puigventós (Pinós)
|  | Aquest article tracta sobre la muntanya de Pinós. Vegeu-ne altres significats a «Puigventós (desambiguació)». |

El Puigventós és una muntanya de 804 metres que es troba al municipi de Pinós, a la comarca catalana del Solsonès.